# Bruno Trentin
Pour les articles homonymes, voir Trentin.
Bruno Trentin, né le 9 décembre 1926 à Pavie (Gers) et mort le 24 août 2007 à Rome (Italie) des suites d'une pneumonie, est un syndicaliste et homme politique communiste italien. Il est secrétaire national de la Confédération générale italienne du travail de 1988 à 1994.

## Biographie
Bruno Trentin est le fils de Silvio Trentin.
Il suit des études de droit en France avant de les poursuivre à l'université Harvard.
En 1941, il rentre en France, sous le régime de Vichy et entre dans la Résistance jusqu'en 1945.
En 1949, il adhère à la Confédération générale italienne du travail où il travaille au bureau économique. En 1950, il entre au Parti communiste italien. Il en devient membre du comité central en 1960 jusqu'à 1973. Sous l'étiquette communiste, il est élu conseil communal (it) de Rome, de 1960 à 1973 et député de 1962 à 1972. Le 29 novembre 1988, il est élu secrétaire national de la CGIL, poste qu'il conserve jusqu'en 1994.
Il est marié à la journaliste française Marcelle Padovani.

## Décoration
- Chevalier grand-croix de l'ordre du Mérite de la République italienne‎